# Enstrofia
Em dinâmica de fluidos, a enstrofia {\displaystyle {\mathcal {E}}} pode ser interpretado como outro tipo de densidade potencial; ou, mais concretamente, a quantidade diretamente relacionada à energia cinética no modelo de fluxo que corresponde aos efeitos de dissipação no fluido.  É particularmente útil no estudo de fluxos turbulentos, e é frequentemente identificada no estudo de propulsores, bem como na teoria de combustão e meteorologia.

Dado um domínio {\displaystyle \Omega \subseteq \mathbb {R} ^{n}} e um campo vetorial fracamente diferenciável {\displaystyle u\in H^{1}(\mathbb {R} ^{n})^{n}} que representa um fluxo de fluido, como uma solução para as equações de Navier–Stokes, sua enstrofia é dada por:
{\displaystyle {\mathcal {E}}({\bf {u}}):=\int _{\Omega }|\nabla \mathbf {u} |^{2}\,dx}
where {\displaystyle |\nabla \mathbf {u} |^{2}=\sum _{i,j=1}^{n}\left|\partial _{i}u^{j}\right|^{2}}.  Esta grandeza é igual ao quadrado da seminorma {\displaystyle |\mathbf {u} |_{H^{1}(\Omega )^{n}}^{2}} da solução no espaço de Sobolev {\displaystyle H^{1}(\Omega )^{n}}.

## Fluxo incompressível
No caso em que o fluxo seja incompressível, ou equivalentemente que {\displaystyle \nabla \cdot \mathbf {u} =0}, a enstrofia pode ser descrita como a integral do quadrado da vorticidade {\displaystyle \mathbf {\omega } }:
{\displaystyle {\mathcal {E}}({\boldsymbol {\omega }})\equiv \int _{\Omega }|{\boldsymbol {\omega }}|^{2}\,dx}
ou, em termos da velocidade de fluxo:
{\displaystyle {\mathcal {E}}(\mathbf {u} )\equiv \int _{S}|\nabla \times \mathbf {u} |^{2}\,dS}
No contexto das equações incompressíveis de Navier-Stokes, a enstrofia aparece no seguinte resultado útil:
{\displaystyle {\frac {d}{dt}}\left({\frac {1}{2}}\int _{\Omega }|\mathbf {u} |^{2}\right)=-\nu {\mathcal {E}}(\mathbf {u} )}
A quantidade entre parênteses à esquerda é a energia cinética no fluxo, então o resultado diz que a energia diminui proporcionalmente à viscosidade cinemática {\displaystyle \nu } vezes a enstrofia.